# Ruddy Buquet
Pour l’article homonyme, voir Buquet.
Ruddy Buquet est un arbitre fédéral français de football né le 29 janvier 1977 à Amiens. 

## Biographie

### Carrière d'arbitre de football

#### Ligue 1 et faits marquants
Ruddy Buquet, né à Amiens et licencié au club de Nesle, a marqué l'histoire de l'arbitrage en Ligue 1. Avec 310 matches arbitrés depuis son arrivée dans l'élite en 2008, il est le troisième arbitre le plus capé de Ligue 1, derrière Philippe Kalt (355 matches) et Laurent Duhamel (317 matches),. Il a également officié lors de grandes rencontres, notamment plusieurs "Classiques" entre le Paris Saint-Germain et l'Olympique de Marseille.
Il a commencé sa carrière d'arbitre en National lors de la saison 2003/2004. Son premier match en Ligue 1 a eu lieu lors de la 1re journée de la saison 2008/2009 entre Sochaux et Grenoble (1-2). Il a également officié lors de finales prestigieuses, telles qu'une finale de Coupe de France et deux finales de Coupe de la Ligue.
Son dernier match en Ligue 1 remonte à mai 2024, lors d'une rencontre entre le PSG et l'OGC Nice. Malgré sa longévité et ses performances, il a échoué aux tests physiques requis pour officier en Ligue 1, marquant ainsi la fin de sa carrière au plus haut niveau français.

##### Anecdote - Expulsion controversée
Après l’expulsion controversée de Georges Mikautadze lors de Rennes-Metz (2-3), l’arbitre Ruddy Buquet a reconnu son erreur. Malgré l’utilisation du VAR, il avait confirmé un carton rouge pour un léger contact avec Arnaud Kalimuendo. À froid, il a adressé un courrier à la Ligue demandant l’annulation de la sanction,.

#### Transition vers la Ligue 2
Bien qu'il ne puisse plus arbitrer en Ligue 1, Ruddy Buquet a réussi les tests physiques moins exigeants pour la Ligue 2. Dès le 29 octobre 2024, il a repris le sifflet pour des matches de ce niveau, notamment Bastia-Rodez, poursuivant ainsi sa carrière à un échelon inférieur,.

#### Carrière internationale
Sur la scène internationale, Ruddy Buquet a dirigé plusieurs matches de Ligue des champions et de Ligue Europa, bien qu'il n'ait jamais officié lors d'une Coupe du monde ou d'un Euro. Il a également arbitré plusieurs rencontres amicales internationales.

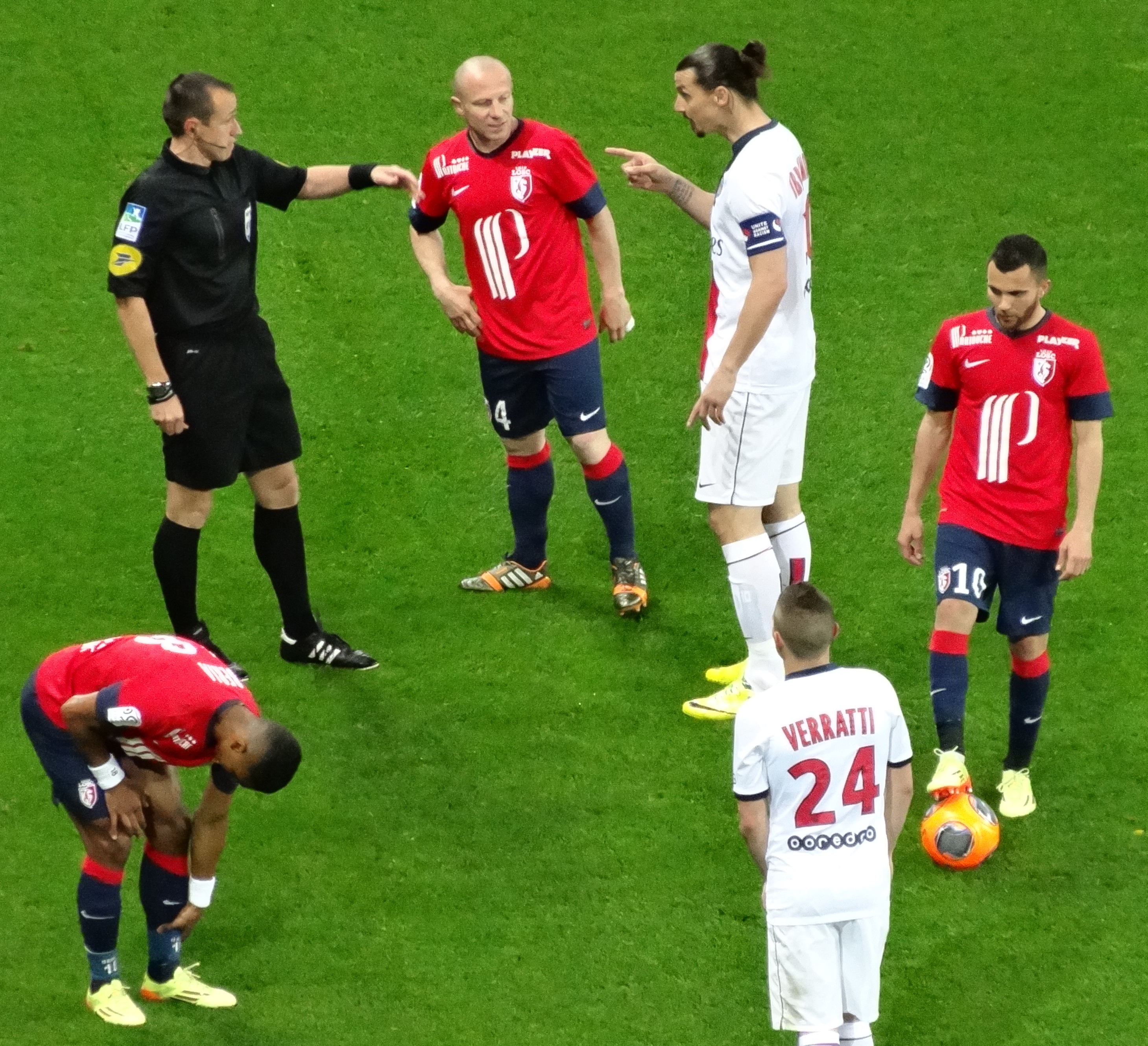
Ruddy Buquet face à Zlatan Ibrahimović lors d'un Lille / PSG en mai 2014.

#### Hors des terrains
En tant que directeur technique de l’arbitrage pour la Ligue des Hauts-de-France, Ruddy Buquet joue un rôle clé dans la formation et l’accompagnement des jeunes arbitres. Il reste convaincu que l’avenir de l’arbitrage repose sur une bonne préparation physique, des décisions justes, et un soutien aux nouveaux talents.
Le 21 octobre 2024, Ruddy Buquet a pris part à un événement inédit organisé par l’association sportive du Pays Neslois : une dictée collective réunissant près de 70 enfants et licenciés du club,.

### Activités hors du football
En dehors du terrain, Ruddy Buquet a diversifié ses activités. Il est associé au Kiosque à pizzas, une chaîne de pizzas à emporter, dans sa région natale de Picardie. Passionné par l'apprentissage de nouveaux domaines, il envisage même de créer ses propres recettes.

## Palmarès
- Meilleur arbitre de Ligue 1 UNFP: 2014, 2015, 2016, 2017[16].

## Statistiques*
*Comprenant les rôles d'arbitre central, arbitre assistant et arbitre VAR
| Catégorie                           | Nombres de matchs | Catégorie                                    | Nombres de matchs |
| Ligue 1                             | 330               | UEFA Nations League A                        | 4                 |
| Playoffs Ligue 1/Ligue 2            | 3                 | UEFA Nations League B                        | 3                 |
| Ligue 2                             | 105               | UEFA Nations League C                        | 1                 |
| National                            | 39                | U17-Weltmeisterschaft 2015                   | 3                 |
| Coupe de France                     | 45                | UEFA Euro qualifying U19                     | 6                 |
| Trophée des Champions               | 2                 | UEFA Euro qualifying U21                     | 3                 |
| Coupe de la Ligue                   | 20                | UEFA Conference League Qualification         | 6                 |
| UEFA Champions League Qualification | 6                 | UEFA Conference League                       | 3                 |
| UEFA Champions League               | 26                | Coupe de l'UEFA (- 2009)                     | 1                 |
| UEFA Europa League Qualification    | 19                | Éliminatoires Coupe du monde (Europe)        | 11                |
| UEFA Europa League                  | 26                | Qualifications Euro                          | 10                |
| Amicaux internationaux              | 17                | Coupe de l'UEFA Qualification                | 1                 |
|                                     |                   | 2019 European Under-21 Football Championship | 1                 |
| ----------------------------------- | ----------------- | -------------------------------------------- | ----------------- |